# 유치곤
유치곤(兪致坤, 1927년 7월 17일 ~ 1965년 1월 1일)은 대한민국의 군인이자 일반 국민에게 인식이 매우 미미했던 대한민국 공군의 존재를 강렬하게 각인시켜 준 라디오 드라마와 영화 '빨간 마후라'의 주인공이다. 6.25 전쟁 당시 한국 공군 전투기 조종사로는 유일하게 203회라는 불멸의 출격 기록을 수립하였다. 평양 근교 승호리 철교를 폭파시킨 그의 비행은 공군에서 전설적인 신화로 내려오고 있다. 휴전 후에는 공군의 전력증강 및 발전에 기여하다가 공군 제107기지단장으로 재직 중이던 1965년 1월 1일, 과로로 젊은 나이에 순직하였다. 
그는 총 2700여 전투비행시간과 공군대학과 국방연구원을 수료한 탁월한 항공 지휘관이었다. 지난 2000년 1월, 전쟁기념사업회는 이같은 공로를 기리기 위해 유치곤 장군을 새천년 첫 번째 호국의 인물로 선정하였다. 이후 2013년 1월, 또 한 번 이달의 호국인물에 선정된다.

## 생애

### 생애 요약
1927년 7월 대구광역시 달성군 유가면 쌍계리에 태어나 1949년 12월 공군에 입대하여 1951년 4월 조종교육 과정을 이수하고 공군 소위로 현지 임관하였다. 1951년 9월 강릉 제10전투비행단에 배속되어 동년 10월 11일부터 1953년 8월 16일까지 전투조종사로서 한국 공군으로서는 처음인 203회의 빛나는 전진출격 기록으로 큰 전공을 세웠다. 그 후 1953년 8월 제1훈련비행단에 배속되어 조종사 육성에 전력하였으며, 1955년 2월 제10전투비행단에서 제트교육 과정을 수료하였고, 같은 해 6월부터는 제10전투비행단 제트교육대장의 임무를 수행하다가 1958년 9월 제11전투비행단 31전술비행전대장으로 전임, 1961년 6월 제1훈련비행단 초등훈련비행전대장, 1962년 1월 제1훈련비행단 부단장을 거쳐 1962년 11월 제107기지단장으로 부임하여 그는 헌신적인 애국심과 철두철미한 책임감으로 공군 발전에 크게 기여하였다.
그는 한 번도 주저 없이, 한 마디 불평도 없이, 그 연속되는 초긴장의 생활을 견뎌냈다. 그러나 훈련생을 지도하는 도중 생도의 실수로 사고가 나서 한쪽 눈의 시력을 잃어 조종사로서 치명적인 타격을 입고, 장성급 승진인사에서도 배제되는 불운을 겪으면서 1965년 1월 1일 과로로 인하여 39세의 나이에 순직하였다.

### 주요 참전

#### 승호리 철교 차단 작전[1]
승호리 철교 폭파작전이라고도 불리는 이 전투는 6.25 전쟁 중인 1952년, 공군이 북한 평양의 승호리 철교를 폭파한 작전이다. 승호리 철교는 평양 동쪽 10㎞ 지점의 대동강지류에 설치된 것으로 전쟁 기간 중 북한공산군이 중동부전선으로 군수물자를 수송하는 데 요충지가 되고 있었다. 따라서 당연히 유엔 공군의 항공목표가 되었으며 이를 폭파하려고 500회 이상 출격했으나 위장은폐로 성공하지 못했다. 이에 따라 이 작전수행임무가 한국 공군에 넘겨졌으며 당시 한국 공군으로서는 이 철교를 파괴할만한 전투역량이 부족했음에도 불구하고 우리 손으로 폭파시키겠다는 신념에서 작전수행에 나서게 되었다.
1952년 1월 12일 김두만(金斗萬)소령을 편대장으로 한 F-51전폭기 5대가 첫 출격을 하고 같은 날 오후 윤응렬(尹應烈)대위가 이끄는 3대가 출격하였다. 그러나 두번의 출격에서 모두 폭탄을 투하했으나 실패하였다. 작전책임자인 제1전투비행단의 김신(金信)대령은 이 실패가 미공군 전술교리에 따른 고공투하 때문이라고 결론짓고 초저공침투공격법을 쓰기로 방침을 세웠다. 이 방침에 따라 1월 15일 2개 편대 6대의 전폭기가 출격하여 철교중앙의 경간(徑間) 2개를 폭파시킴으로써 작전을 성공시켰다.
이 출격에는 제1편대장 옥만호(玉滿鎬)대위, 2번기 유치곤(劉致坤)대위, 3번기 박재호(朴在浩)대위 그리고 제2편대장 윤응렬대위, 2번기 정주량(鄭周良)대위, 3번기 장성태(張星太)대위가 참가하였으며 이로써 한국 공군의 독자적인 작전능력을 과시하게 되었다. 또한 이 철교의 폭파로 북한공산군은 보급로가 차단되어 물자수송에 막대한 지장을 받게 되었다.

#### 평양 대폭격 작전
1952년 지상전선이 고착되고 휴전협상이 진전되지 않자 유엔 공군은 북한 내 주요 군사목표를 선택적으로 파괴시켜 전쟁능력과 의지를 말살시키기 위해 평양지역에 대량폭격작전을 전개하였다.

#### 강원 고성지역 351고지 탈환 작전
국군 1군단 예하의 수도사단과 11사단 등은 강원도 고성군의 월비산과 351고지 탈환을 위해 1951년 10월 중순부터 휴전 직전까지 7차례에 걸쳐 고지 쟁탈전을 치루었다.

### 군 경력
- 1951년 4월 25일 : 공군비행단 연성비행중대 배속
- 1951년 8월 1일 : 제1전투비행단 제10전투비행중대 제14비행대대 편대원
- 1951년 9월 28일 : 강릉전진부대(1전비 제10전대) 편대장
- 1952년 6월 18일 : 제1전투비행단 제15비행교육전대
- 1953년 2월 15일 : 제10전투비행단 제102전투비행대대 작전장교
- 1953년 8월 7일 : 제1훈련비행단 작전처장
- 1955년 6월 15일 : 제10전투비행단 제트비행교육대장
- 1958년 9월 10일 : 제11전투비행단 제11전투비행전대장
- 1960년 7월 5일 : 제11전투비행단 제31전술통제비행전대장
- 1961년 6월 20일 : 제1훈련비행단 제1초등훈련비행전대장
- 1962년 1월 10일 : 제1훈련비행단 부단장
- 1962년 11월 25일 : 제107기지단장
- 1965년 1월 1일 : 공군제적(과로로 순직) / 공군 준장 추서

### 포상실적
- 충무무공훈장(51년)
- 미수훈비행십자장
- 미비행훈장제1엽대장
- 을지무공훈장
- 미비행훈장제1,2,3첨엽장
- 공비토벌기장
- 6.25종군기장(52년)
- 은성을지무공훈장
- 무성충무무공훈장
- 금성을지무공훈장
- 은성충무무공훈장
- 비행훈장제2첨엽장
- 대통령수장(53년)
- 5등근무공로훈장(54년)

### 이달의 호국인물
- 2000년 1월
- 2013년 1월

## 유치곤 장군 호국기념관[3]
대구광역시 달성군 유가읍 양리에 있는 유치곤 장군의 호국정신을 계승 발전시키기 위한 기념관이다.

### 개설
1964년 개봉한 영화「빨간 마후라」의 실제 주인공으로 6·25 전쟁 당시 203회 불멸의 출격 기록[전투 비행 2,700여 시간]을 수립한 유치곤 장군의 위업을 기리고, 나라 사랑과 호국 정신을 계승 발전시키는 역사의 교육장으로 활용하고자 유치곤 장군 호국기념관을 개관하였다. 2000년 1월 전쟁 기념 사업회에서는 호국 인물로 전투 조종사인 유치곤 장군을 선정하였으며, 전쟁 기념관에는 그의 흉상이 역대 위인들과 함께 나란히 봉안되어 있다.

### 건립 경위
유치곤 장군 호국기념관은 유치곤 장군의 업적을 기리고 역사의 교육장이 되길 바라는 뜻에서 달성군민과 공군 지원으로 2005년 준공·개관하였다.

### 구성
유치곤 장군 호국기념관의 총면적은 1,327㎡이며, 외부 전시장에는 유치곤 장군의 동상과 전투기 2대가 전시되어 있다. 우주선 모양의 전시관 내부에는 공군의 역사, 공군 전투 장비 및 6·25 전쟁과 안보 관련 자료 등이 전시되어 있다. 또한 우주선 모양의 기념관 조종석에는 실제 전투기 조종석이 마련되어 있어 시설 이용객들이 체험할 수 있다.

### 활동사항
유치곤 장군 호국기념관은 매년 개관 기념식을 열고 있으며, 2015년에는 개관 10주년을 맞이 하여 블랙 이글기 축하 비행, 명무 초청 공연, 추모시 낭송, 명예 도로 표지석 제막식, 모터 패러글라이딩 축하 비행, 전기집 봉정식, 헌화, 분향, 대구·경북 지역 초등학교·중학교·고등학교 학생들이 참가하는 종이비행기 제작 및 날리기 대회 등 다양한 체험 행사 프로그램이 진행되었다.

## 기타

### 빨간 마후라 노래비 (한운사 작사/황문평 작곡)
1. 빨간 마후라는 하늘의 사나이 하늘의 사나이는 빨간 마후라
빨간 마후라를 목에 두르고 구름따라 흐른다 나도 흐른다
아가씨야 내마음 믿지 말아라 번개처럼 지나갈 청춘이란다
2. 빨간 마후라는 하늘의 사나이 하늘의 사나이는 빨간 마후라
석양을 등에지고 하늘끝까지 폭음이 흐른다 나도 흐른다
그까짓 부귀영화 무엇에 쓰랴 사나이 일생을 하늘에 건다
3. 빨간 마후라는 하늘의 사나이 하늘의 사나이는 빨간 마후라
빨간 마후라를 목에 두르고 유성처럼 흐른다 나도 흐른다
부르지 말아다오 내이름 석자 하늘에 피고지는 사나이란다

### 유치곤 길
2015년 5월, 영화 '빨간 마후라'의 실제 주인공인 유치곤(1927∼1965) 장군을 기리는 명예도로가 생겼다. 대구지방보훈청은 대구시 달성군 유가면 휴양림길 가운데 유치곤 장군 호국기념관에서 현풍 방향으로 난 620m 구간을 '유치곤 길'로 명명하기로 했다고 19일 밝혔다.

## 관련 서적
- 《나다, 유치곤: 전설이 된 빨간 마후라》 (2015)

## 관련 기사
- "'빨간 마후라' 호국영웅 유치곤 길 생겼다"
- "한쪽 눈 실명 숨긴 채 … 100여 차례 출격한 ‘빨간 마후라’"[5]
- "‘빨간 마후라’유치곤 장군 54주기…6·25전쟁 최다출격 호국정신 기려"[6]
- "[이미애의 문화 담론] 공군 전투기 조종사 故 유치곤...대구가 낳은 전설적 전쟁 영웅"[7]
- "[김희철의 전쟁사(75)] 미공군 500회 폭격으로도 실패한 평양 승호리철교를 단 14회로 폭파시킨 한국공군(하)"[8]